# Catapotia kuhneli
Catapotia kuhneli is een keversoort uit de familie zwamkevers (Endomychidae). De wetenschappelijke naam van de soort werd in 1935 gepubliceerd door Mader.